# Marius Janssen
Marius Johannes (Marius) Janssen (Den Haag, 4 juli 1885 - Rotterdam, 11 december 1957) was graficus en etser, vooral bekend van zijn vele stadsgezichten, veelal van markante gebouwen en kerktorens.
Marius Janssen was de stiefvader van kunstenaar Marinus Johannes Drulman, die als eerbetoon onder het pseudoniem Marius de Jongere eveneens bekend werd als maker van Rotterdamse haven- en stadsgezichten.
- RKD-Nederlands Instituut voor Kunstgeschiedenis: 463798